# Diospyros barberi
Diospyros barberi är en tvåhjärtbladig växtart som beskrevs av Ramaswami. Diospyros barberi ingår i släktet Diospyros och familjen Ebenaceae. Inga underarter finns listade i Catalogue of Life.